# Carlsbad Caverns National Park
Carlsbad Caverns National Park er en nationalpark og et verdensarvsområde i Guadalupe Mountains i den sydøstlige del af delstaten New Mexico i USA. Parken blev etableret 14. marts 1930 og er på 189 km². Dens vigtigste naturattraktion er grotten Carlsbad Caverns som nationalparken er opkaldt efter. 

## Carlsbad Caverns
Carlsbad Caverns omfatter et stort grottekammer, «the Big Room», et naturlig kalkstenskammer som er 1.200 meter langt og 190 meter bredt, og over 100 meter på det højeste. Det er det tredje største grotterum i Nordamerika og det syvende største i verden. Carlsbad Caverns har 118 huler, og mere end 190 kilometer grotter og gange er udforsket og  kortlagt. Det store værelse, Big Room, er næsten 1.200 meter langt, og hulerne er hjemsted for over 400.000 
tadarida brasiliensis-flagermus og seksten andre arter. Over jordoverfladen ligger Chihuahuanørkenen og Rattlesnake Springs.
Parken havde 407.367 besøgende i 2006. Nationalparken blev opført på UNESCOs liste over verdens kultur- og naturarvsteder i 1995. Omtrent to tredjedele af parken er beskyttet som som vildmarksområde for at hindre fremtidige indgreb. Parken har også to attraktioner som er opført i National Register of Historic Places: The Caverns Historic District og Rattlesnake Springs Historic District. 
Grotten kan opleves på egen hånd gennem den naturlige åbning eller man kan tage elevevator direkte til et rum 230 meter under overfladen. Indgangen til parken ligger ved US Highway 62/180, omkring 29 km sydvest for Carlsbad, New Mexico.